# Cristaerenea
Cristaerenea is een kevergeslacht uit de familie van de boktorren (Cerambycidae). De wetenschappelijke naam van het geslacht werd voor het eerst geldig gepubliceerd in 1949 door Breuning.

## Soorten
Cristaerenea is monotypisch en omvat slechts de volgende soort:
- Cristaerenea cognata (Pascoe, 1859)